# Густафсон, Симон
Симон Густафсон (швед. Simon Gustafson; род. 11 января 1995, Мёльндаль, Гётеборг-Бохус) — шведский футболист, полузащитник.
В 2015 году сыграл два матча за сборную Швеции.

## Клубная карьера
Густафсон — воспитанник академии клуба «Фессбергс». В 2010 году он дебютировал за команду в третьем дивизионе Швеции. В 2013 году Симон перешёл в «Хеккен». 31 марта в матче против «Гётеборга» он дебютировал в Аллсвенскан лиге. 15 сентября в поединке против «Хельсингборга» Густафсон сделал дубль, забив свои первые голы за клуб.
15 июля 2015 года Симон подписал четырёхлетний контракт с клубом «Фейеноорд». Сумма трансфера составила 1,5 млн евро. 27 сентября в матче против «Зволле» он дебютировал в Эредивизи. 18 октября в поединке против «Херенвена» Густафсон забил свой первый гол за «Фейеноорд». 22 ноября в матче против «Твенте» Симон сделал «дубль». В 2017 году он помог «Фейеноорду» впервые за 18 лет выиграть чемпионат.
Летом 2017 года Густафсон на правах аренды перешёл в «Роду». 13 августа в матче против «Зволле» он дебютировал за новую команду. В этом же поединке Симон забил свой первый гол за «Роду». В мае 2018 года подписал четырёхлетний контракт с клубом «Утрехт». 11 августа в матче против ПСВ он дебютировал за новую команду. 5 октября в поединке против «НАК Бреда» Симон сделал «дубль», забив свои первые голы за «Утрехт».

## Международная карьера
15 января 2015 года в товарищеском матче против сборной Кот-д’Ивуара Симон дебютировал за сборную Швеции.
В 2015 году в составе молодёжной сборной Швеции Густафсон выиграл молодёжный чемпионат Европы в Чехии. На турнире он был запасным и на поле не вышел.

## Достижения
«Фейеноорд»
- Чемпион Нидерландов: 2016/17
- Обладатель Кубка Нидерландов: 2015/16

Швеция (до 21)
- Победитель молодёжного чемпионата Европы: 2015